# Michael Albert
Michael Albert (8 de abril de 1947) es un activista, economista radical e intelectual anarquista estadounidense que desarrolló la propuesta de economía participativa o en inglés PARECON junto a Robin Hahnel. Junto con Lydia Sargent es creador del servicio informativo ZCom.
La  propuesta de economía participativa plantea la abolición del mercado pero tampoco desea la planificación central, la división clasista del trabajo, y las jerarquías en la economía. Enfatiza valores como la autogestión, la descentralización y la diversidad en las decisiones económicas.